# Death of a Salesman (1985)
Death of a Salesman is een dramafilm uit 1985 die is gebaseerd op het gelijknamige toneelstuk van Arthur Miller uit 1949. De film werd geregisseerd door Volker Schlöndorff en de hoofdrollen worden vertolkt door Dustin Hoffman, Kate Reid, John Malkovich, Stephen Lang en Charles Durning.

## Verhaal
De film volgt het toneelstuk nauwgezet, waarbij de situaties en de gebruikte dialoog letterlijk uit Millers werk afkomstig zijn.
Het verhaal draait om het conflict tussen Willy Loman en zijn zoon Biff. Willy is een handelsreiziger, en hoewel hij niet succesvol is, wil hij dit niet onder ogen zien. Een poging om Biff in zijn voetsporen te laten treden mislukt. Bovendien ontdekt Biff dat zijn vader een buitenechtelijke affaire heeft. Een ander conflictpunt is het feit dat Willy zijn dode broer Ben (Oom Ben) als een voorbeeld ziet voor zijn zoon. Willy hallucineert en begint het heden en verleden door elkaar te halen, waarbij hij communiceert met zijn overleden broer. Dit leidt ertoe dat zijn gezin in geldnood komt te zitten omdat er ook nog rekeningen en schulden betaald moeten worden. Om zijn familie te helpen besluit Willy om zelfmoord te plegen, door een ongeluk te krijgen met een door hem gesaboteerde auto. Met het geld van zijn levensverzekering heeft zijn gezin nu de mogelijkheid om de openstaande rekeningen en schulden te betalen.

## Rolverdeling
| Acteur          | Personage            |
| --------------- | -------------------- |
| Hoofdrollen     |                      |
| Dustin Hoffman  | Willy Loman          |
| Kate Reid       | Linda Loman          |
| John Malkovich  | Biff Loman           |
| Stephen Lang    | Harold "Happy" Loman |
| Charles Durning | Charley              |
| Bijrollen       |                      |
| Louis Zorich    | Ben Loman            |
| Jon Polito      | Howard               |
| Tom Signorelli  | Stanley, de kelner   |
| Linda Kozlowski | Mrs. Forsythe        |

## Achtergrond
De film is een van de vele verfilmingen die zijn gebaseerd op Arthur Millers werk. Death of a Salesman uit 1951 was de eerste met Fredric March en Kevin McCarthy in de hoofdrollen als respectievelijk Willy en Biff; de film verscheen twee jaar nadat Miller zijn toneelstuk had uitgebracht. Daarna werd een viertal televisiefilms uitgebracht, waaronder deze uit 1985: in 1966 met Lee J. Cobb en George Segal, in 1996 met Warren Mitchell en Iain Glen en in 2000 met Brian Dennehy en Ron Eldard.
Death of a Salesman werd opgenomen in een studio van de Kaufman Astoria Studios in Astoria, New York, wat overigens duidelijk te zien is in de film. De oranje-achtige lichtinval zorgt voor een nagemaakte buitensfeer.